# Trattenimento in un giardino d'Albaro
Trattenimento in un giardino d'Albaro è un dipinto di Alessandro Magnasco, datato 1740 circa e conservato ai Musei di Strada Nuova di Genova.

## Storia
La tela, depositata a Palazzo Bianco nel 1896, entrò ufficialmente nelle collezioni civiche genovesi nel 1898 quando venne acquistata per 300 o 350 lire (le carte riportano informazioni difformi a riguardo).
Non si hanno notizie sulle vicende precedenti dell'opera, inizialmente registrata come "Panorama di Genova" o "Scena patrizia in un giardino con veduta panoramica". L'attuale titolo venne adottato dopo la seconda guerra mondiale, quando la tela venne esposta durante la mostra dedicata alla pittura del Seicento e del Settecento in Liguria, e poi nell'esposizione dedicata a Magnasco a Palazzo Bianco. Dal 1969 venne definita il "capolavoro" dell'artista, ormai affermatosi nel panorama mondiale.
La rappresentazione della veduta suggerisce la committenza, identificata nella casata genovese dei Saluzzo. A questa famiglia apparteneva infatti sia la villa in cui è ambientato il dipinto, sia il giuspatronato della cappella maggiore del santuario di Nostra Signora del Monte riconoscibile nello sfondo paesaggistico in alto a destra. In particolare la critica si è focalizzata sulla figura di Alessandro Saluzzo (1680 1747), che rilevò da un cugino la proprietà della villa d'Albaro mantenendo anche il giuspatronato sul presbitero del santuario.

## Descrizione

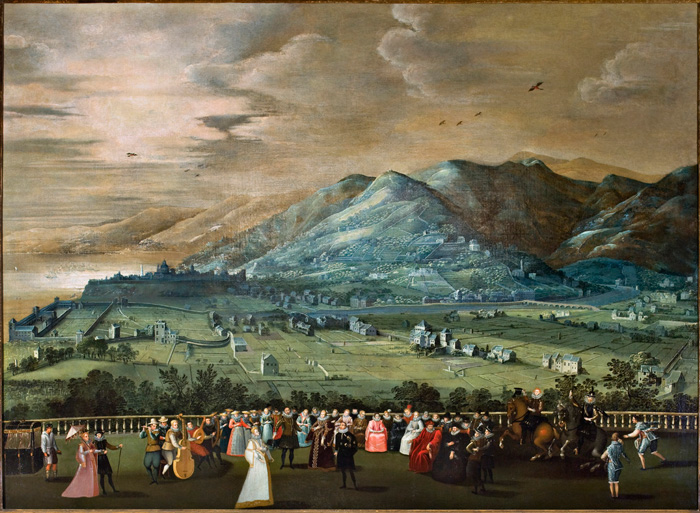
Van Deynen, Ricevimento a Genova

Il dipinto, dal formato inconsueto, raffigura il giardino terrazzato di villa Saluzzo detta il Paradiso una nota residenza suburbana di Genova sulle pendici del colle di Albaro. Numerosi personaggi animano la scena dedicandosi ad attività di riposo e svago mentre sullo sfondo si apre un'ampia veduta. L'evento non rappresenta una festa o un'occasione ufficiale ma una illustrazione realistica dell'attività quotidiana del tempo in una villa nobiliare. Cavalieri, dame, prelati e cicisbei vengono osservati dal pittore che, restando in disparte, ritrae la vita di un mondo di cui non fa parte.
Nonostante alcuni componenti della materia pittorica siano inevitabilmente imbruniti nel tempo, nel pianoro verdeggiante si distinguono bene sia i gruppi di case e piccoli borghi collegati da stradine, sia le mura. L'iniziale interesse per il dipinto si concentrava sugli aspetti topografici, e dalle carte risulta evidente che nel fondale venne riconosciuta una porzione della Val Bisagno, storico confine geografico orientale di Genova. Inizialmente datato da Christen 1703, venne poi ricondotto dalla critica agli ultimi anni di attività del pittore, come dimostrato anche dallo studio sulla tipologia di abiti indossati dai vari personaggi.
La veduta del dipinto fonde in un'unica tela due diverse prospettive, pratica molto diffusa nel Settecento, in quanto consente di rappresentare un panorama che supera la possibilità visiva dell'uomo. Magnasco potrebbe essersi ispirato alla tela seicentesca realizzata da uno o da entrambi i fratelli Van Deynen (che raffigura un ricevimento, a Genova, in onore degli arciduchi Alberto e Isabella d'Asburgo alla presenza del doge Lorenzo Sauli), anch'essa organizzata su due livelli. La veduta di sfondo è studiata appositamente per celebrare la famiglia Sauli, includendo nel paesaggio la loro fastosa dimora e la basilica gentilizia eretta per loro da Galeazzo Alessi. Essa non corrisponde tuttavia alla reale ambientazione dei ricevimenti offerti agli Asburgo durante la loro permanenza nel capoluogo ligure.